# マッサ・ルブレンセ
マッサ・ルブレンセ（イタリア語: Massa Lubrense）は、イタリア共和国カンパニア州ナポリ県にある、人口約1万4000人の基礎自治体（コムーネ）。

## 地理

### 位置・広がり
ソレント半島の先端部に位置するコムーネである。マッサ・ルブレンセの市街は北海岸（ナポリ湾側）に位置しており、ソレントから南西へ約3km、カプリから北東へ約10km、ナポリから南南東へ約28kmの距離にある。
ソレント半島の先端カンパネッラ岬（Punta Campanella）は、マッサ・ルブレンセの市街から南南西へ約5kmの距離にある。サレルノ湾側の小島、イスカ島（Isca）もコムーネに含まれる。

### 主要な集落
南海岸（サレルノ湾側）にマリーナ・デル・カントーネ（Marina del Cantone}）などの集落がある。
- カンパネッラ岬
- Baia di Ieranto
- Nerano

## 行政区画

### 分離集落
マッサ・ルブレンセには以下の分離集落がある。
- Acquara, Annunziata, Casa, Marciano, Marina del Cantone, Marina della Lobra, Marina di Puolo, Metrano, Monticchio, Nerano, Pastena, San Francesco, Sant'Agata sui Due Golfi, Santa Maria, Santa Maria della Neve, Schiazzano, Termini, Torca